# Armstrong Whitworth A.W.15

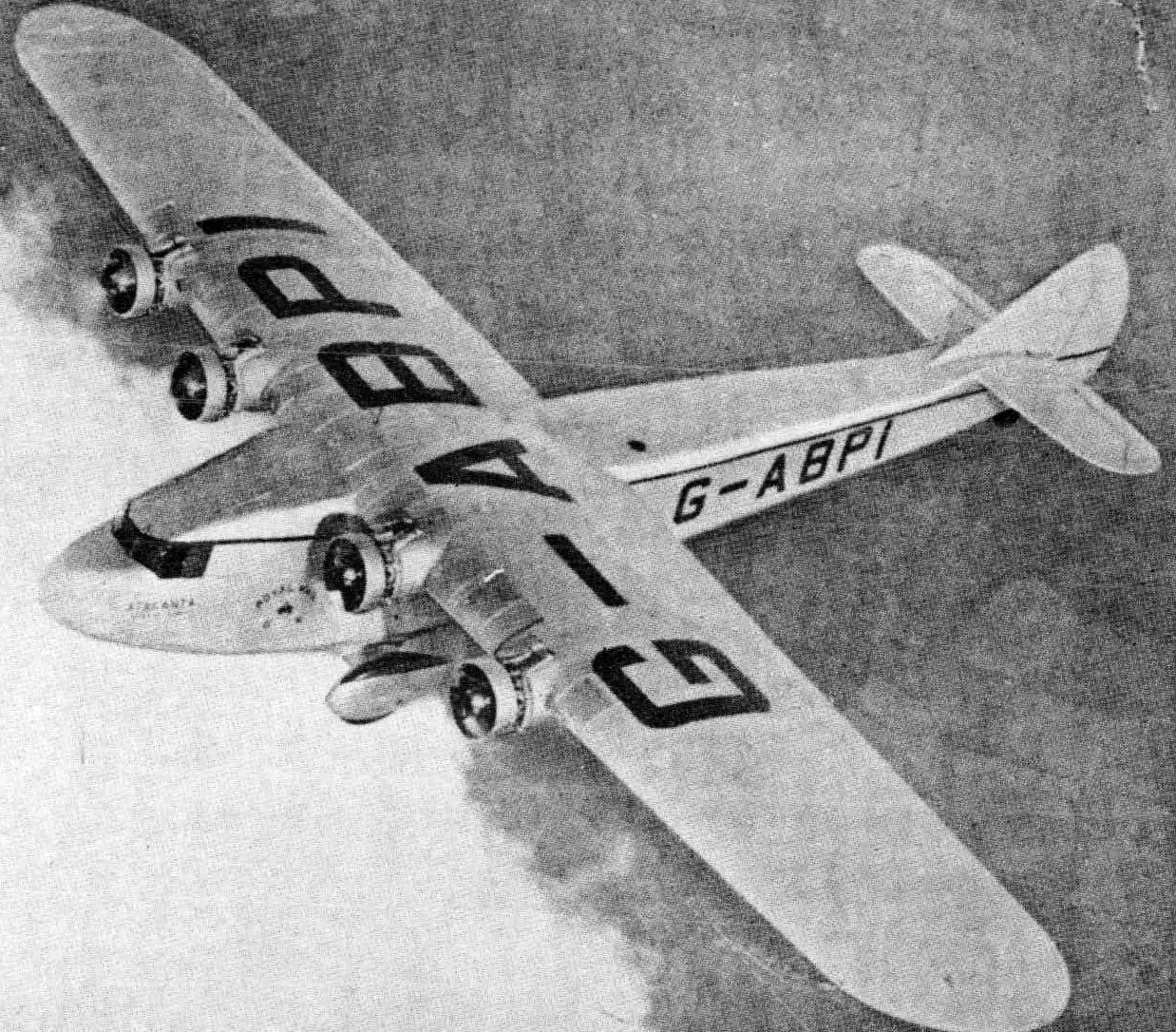
Armstrong Whitworth A.W.XV Atalanta im Flug

Die Armstrong Whitworth A.W.15, auch Atalanta genannt, war ein zum Ende der 1920er-Jahre vom britischen Hersteller Armstrong Whitworth Aircraft entwickeltes viermotoriges Verkehrsflugzeug.

## Geschichte
Die A.W.15 entstand aufgrund einer im Dezember 1929 veröffentlichten Anforderung der Imperial Airways, die ein Verkehrsflugzeug für ihr afrikanisches Streckennetz benötigte. Die Fluggesellschaft forderte eine Kapazität von neun Passagieren neben einer dreiköpfigen Besatzung und einer halben Tonne Fracht. Das Flugzeug sollte eine Reichweite von über 700 Kilometern und eine Reisegeschwindigkeit von mehr als 200 km/h auf 9000 Fuß Flughöhe erreichen.
Auf der Basis der Anforderung entwarf der Chefentwickler von Armstrong-Whitworth, John Lloyd, die AW. 15. Dies war ein Hochdecker mit vier Armstrong-Siddeley-Lynx-Major-Motoren mit je 260 PS. Diese Auslegung wurde im August 1930 als Vorschlag an Imperial Airways übermittelt. Vor einer Auftragserteilung wurde die Konstruktion jedoch wesentlich überarbeitet – mit dem Ergebnis eines nun wesentlich größeren Flugzeugs, für das vier Double-Mongoose-Triebwerke von Armstrong Siddeley mit je 340 PS vorgesehen waren. Die Motoren wurden später unter der Bezeichnung Serval bekannt.
Der Prototyp erhielt den Namen Atalanta und bestritt seinen Erstflug am 6. Juni 1932.

## Konstruktion
Die Konstruktion bestand aus einem Rumpfgitter von Trägern, die aus Stahlblechstreifen geformt waren. Der Kabinenbereich war mit Sperrholz beplankt, während der hintere Rumpfteil stoffbespannt war. Es war vorgesehen, das feste Fahrwerk aerodynamisch zu verkleiden, was aber nur beim Prototyp tatsächlich umgesetzt wurde. Auch die Tragflächen waren in Gemischtbauweise mit einem inneren Stahlgerüst und einer Sperrholzbeplankung ausgeführt. Das Flugzeug konnte bis zu siebzehn Passagiere befördern. Imperial Airlines entschied sich, auf den indischen Strecken nur neun und in Afrika nur elf Fluggäste vorzusehen.

## Einsatz
Nachdem anfängliche Probleme beseitigt waren, nahm die Atalanta am 26. September 1932 den Liniendienst zwischen London und Brüssel sowie Köln auf. Am 20. Oktober wurde das Flugzeug auf einem Testflug beschädigt. Um diesen Ausfall nicht bekannt werden zu lassen, wurde die dritte produzierte Maschine, die bisherige Arethusa, ebenfalls auf den Namen Atalanta getauft.
Imperial Airways bestellte acht Flugzeuge, die bis 1933 ausgeliefert wurden. Der Prototyp verließ am 5. Januar 1933 den Flughafen London-Croydon mit dem Ziel Kapstadt in Südafrika. Zusammen mit drei weiteren Maschinen wurde er auf der Strecke zwischen Kapstadt und Kisumu in Kenia eingesetzt. Am 1. Juli 1933 beförderte eine A.W.15 erstmals Luftpost von London nach Karatschi. Jeweils zwei in Indien und zwei in Großbritannien registrierte Maschinen flogen zwischen Karatschi und Kalkutta, später bis Rangun und Singapur.
Vor Ausbruch des Zweiten Weltkriegs waren bereits drei Maschinen verloren gegangen. Die übrigen fünf kamen in den Besitz der BOAC und wurden im März 1941 an die Royal Air Force in Indien abgegeben. Später erhielten sie ein Maschinengewehr als Bewaffnung und führten Aufklärungsflüge für die indische Luftwaffe durch. Nach dem letzten Erkundungsflug am 30. August 1942 wurden die letzten vier verbliebenen Maschinen außer Dienst gestellt.

### Namen und Kennzeichen
- Atalanta (G-ABPI)
- Andromeda (G-ABTH)
- Arethusa (G-ABTI, in Atalanta umgetauft, später VT-AEF)
- Artemis (G-ABTJ)
- Astraea (G-ABTL)
- Athena (G-ABTK)
- Aurora (VT-AEG)
- Amalthea (G-ABTG)

### Zivile Nutzer
Indien
- Indian Trans-Continental Airways

 Vereinigtes Königreich
- British Overseas Airways Corporation
- Imperial Airways

### Militärische Nutzer
Indien
- indische Luftwaffe

 Vereinigtes Königreich
- Royal Air Force

## Technische Daten
| Kenngröße             | Daten                                                                  |
| --------------------- | ---------------------------------------------------------------------- |
| Besatzung             | 3                                                                      |
| Passagiere            | 9–17                                                                   |
| Länge                 | 21,79 m                                                                |
| Spannweite            | 27,43 m                                                                |
| Höhe                  | 4,57 m                                                                 |
| Flügelfläche          | 119,4 m²                                                               |
| Flügelstreckung       | 6,3                                                                    |
| Leermasse             | 6323 kg                                                                |
| Startmasse            | 9525 kg                                                                |
| Reisegeschwindigkeit  | 160–176 km/h                                                           |
| Höchstgeschwindigkeit | 251 km/h                                                               |
| Dienstgipfelhöhe      | 4330 m                                                                 |
| Reichweite            | 1030 km                                                                |
| Triebwerke            | 4 × Sternmotoren Armstrong Whitworth Serval III mit je 254 kW (345 PS) |